# Belgijsko kolonijalno carstvo
Belgijsko kolonijalno carstvo je činilo skup belgijskih kolonija od 1901. do 1962. U usporedbi s drugim državama, belgijski kolonijalizam se razvio relativno kasno, buduća da je Belgija postala nezavisna država tek 1830. godine, a prije je bila dio Nizozemske.

## Kolonije, protektorati i koncesije
Belgija je imala dvije značajne kolonije u Ekvatorskoj Africi:
- Belgijski Kongo (od 1908. do 1960.), kasnije znan kao Zair (eng. Zaire, fra. Zaïre), danas Demokratska Republika Kongo. Ovaj prostor je od 1885. bio osobno vlasništvo belgijskog kralja Leopolda II. (pod imenom Slobodna Država Kongo), a 1908. je pretvoren u belgijsku koloniju.
- Ruanda-Urundi (od 1916. do 1962.) je bila belgijski protektorat, danas su to države Ruanda i Burundi.

Također je pod njezinom vlašću bio i manji, zapadni dio Njemačke Istočne Afrike.
1901. godine, Belgija je dobila koncesijsku zonu u Tiencinu (kineski: 天津, pinjin: Tiānjīn) zajedno s nekoliko drugih europskih sila i SAD-om, kao rezultat Bokserske pobune.
1919. godine, belgijskom kralju je dan otok Comacina (talijanski: Isola Comacina) koji je vraćen 1920. godine, Italiji.

## Osobne kolonije
- Kolonizaciju otoka Manhattana je 1626. godine, provela Nizozemska zapadnoindijska kompanija (nizozemski: West-Indische Compagnie), te je otok bio teritorij Nove Nizozemske.

- Banquibazar ili Bankibazar, današnji Ichapur u Bengalu u Indiji, kojeg je od 1717. do 1731. godine, držala Ostendska kompanija.

- Santo Tomas u Gvatemali je 1841. godine kolonizirala Belgijska kompanija za kolonizaciju.

## Naselja
U 19. stoljeću su u SAD-u stvorena naselja u Wisconsinu, Illinoisu, Pennsylvaniji i Louisiani.
Također postoji flamanska zajednica na Azorima i valonska u Švedskoj.

## Povijest
Na Berlinskoj konferenciji 1885. godine, je dogovorena predaja Konga belgijskom kralju Leopoldu II., kao osobni posjed pod imenom Slobodna Država Kongo. 1908. ovaj posjed je prešao u ruke države pod nazivom Belgijski Kongo. Bogatu pokrajinu Katangu je izvorno iskorištavala druga kompanija. Privremeno je pod najmom Belgije bila i enklava Lado u Angloegipatskom Sudanu. 
Belgijski Kongo je 1916. godine, okupirao bivše njemačke kolonije Ruanda-Urundi. Njih je u mandat Belgiji dala, 1924. godine, Liga naroda, pa poslije UN.
Nakon Kongoške krize, Belgijski Kongo je postao nezavisna država 1960. godine, a Ruanda-Urundi 1962. godine, kao države Ruanda i Burundi.
I nakon nezavisnosti ovih država, Belgija je s njima održala snažne političke i gospodarske odnose.